# Wojewódzka Biblioteka Publiczna im. Witolda Gombrowicza w Kielcach
Wojewódzka Biblioteka Publiczna im. Witolda Gombrowicza w Kielcach – samorządowa instytucją kultury, utrzymywaną z budżetu Województwa Świętokrzyskiego. W 2003 roku dyrektorem placówki został Andrzej Dąbrowski, który pełnił tę funkcję do 12 czerwca 2024 roku. Zarząd Województwa Świętokrzyskiego podjął 26 czerwca 2024 roku uchwałę, zgodnie z którą powierzył pełnienie obowiązków Dyrektora Wojewódzkiej Biblioteki Publicznej imienia Witolda Gombrowicza w Kielcach Agnieszce Kuś.

## Historia
Powstanie pierwszej biblioteki publicznej w Kielcach sięga początku XX wieku. 12 lipca 1909 roku z inicjatywy Towarzystwa Biblioteki Publicznej oficjalnie otwarto wypożyczalnię i czytelnię pism. Do dyspozycji czytelników oddano wówczas ok. 2000 tomów przekazanych głównie w darze. Dzięki pomocy społeczeństwa i różnych instytucji księgozbiór powiększał się i w 1939 roku liczył ponad 27 000 tomów. Biblioteka działała do lutego 1940 roku, a więc do momentu wydania przez władze niemieckie zarządzenia o rozwiązaniu wszystkich polskich towarzystw. Mimo zamknięcia biblioteki, księgozbiór potajemnie był wypożyczany mieszkańcom miasta. W styczniu 1945 roku działacze Towarzystwa przystąpili do reaktywowania biblioteki, a w trzy miesiące później biblioteka wznowiła działalność w nowym lokalu przy ul. Kościuszki 8. Ocalały księgozbiór liczył wówczas 17 000 tomów (w trzy lata później został przekazany samorządowi miasta z przeznaczeniem dla powstającej Publicznej Biblioteki Miejskiej).
Pod koniec 1945 roku rozpoczęto tworzenie Wojewódzkiej Biblioteki Publicznej w Kielcach. W marcu 1947 roku w lokalu przy Placu Partyzantów 5 uruchomiono wypożyczalnię książek i czytelnię czasopism. 24 sierpnia 1947 roku odbyło się oficjalne otwarcie Biblioteki. Przez prawie siedem lat w mieście funkcjonowały dwie biblioteki publiczne. W styczniu 1955 roku z połączenia tych dwóch placówek utworzono jedną instytucję pod wspólną nazwą Wojewódzka Biblioteka Publiczna, która objęła swoim nadzorem sieć bibliotek publicznych w mieście oraz w całym województwie. W 1999 r. Biblioteka stała się samorządową instytucją kultury, której organizatorem jest Samorząd Województwa Świętokrzyskiego.
W maju 2002 roku z Wojewódzkiej Biblioteki Publicznej w Kielcach została wydzielona Miejska Biblioteka Publiczna wraz z 12 filiami osiedlowymi. Ze zbiorów WBP przekazano na rzecz nowo utworzonej biblioteki ponad 300 tys. książek oraz zbiorów specjalnych. Przy Wojewódzkiej Bibliotece Publicznej pozostała Filia Nr 11 (os. Barwinek), którą w nowej strukturze organizacyjnej nazwano Biblioteką Literacką. Na bazie jej księgozbioru tradycyjnego oraz zbioru z książką mówioną utworzono w 2006 roku Medi@tekę. Zbiory wzbogacono o wydawnictwa na nośnikach elektronicznych (filmy, muzyka, gry i programy edukacyjne). 10 maja tego roku otworzono pierwszą w województwie świętokrzyskim Medi@tekę.
Wojewódzka Biblioteka Publiczna w Kielcach w Regionie Świętokrzyskim jest największą biblioteką publiczną, która od prawie wieku służy społeczeństwu. Posiada ponad 300-tysięczny księgozbiór współczesny i historyczny z różnych dziedzin wiedzy oraz zbiór zabytkowy zaliczony do Narodowego Zasobu Bibliotecznego. Są to: rękopisy, stare druki, książki i czasopisma z XIX wieku oraz zbiory specjalne. WBP z mocy ustawy o bibliotekach gromadzi i udostępnia regionalny egzemplarz obowiązkowy.
Prawie do końca 2007 roku księgozbiór udostępniany był w kilku lokalach znacznie oddalonych od siebie. Od 25 października 2007 r. Biblioteka znajduje się w nowej siedzibie przy ul. ks. P. Ściegiennego 13. Usytuowana jest na 1-hektarowym terenie między ulicami Ściegiennego i Zgoda. W budynku o powierzchni około 4100 m² przechowywane są i bezpłatnie udostępniane wszystkie kategorie zbiorów.
Od 2003 roku zaczęto digitalizować zbiory biblioteki, które zostały udostępnione publicznie w 2008 roku w ramach Świętokrzyskiej Biblioteki Cyfrowej.

## Działalność
Do podstawowych zadań Biblioteki należy:
- gromadzenie, opracowanie i udostępnianie materiałów bibliotecznych,
- pełnienie funkcji ośrodka informacji bibliotecznej, bibliograficznej i rzeczowej,
- opracowanie i publikowanie bibliografii regionalnej wraz z tworzeniem baz danych z tego zakresu,
- sprawowanie opieki merytorycznej nad siecią publicznych bibliotek samorządowych województwa świętokrzyskiego, w tym udzielanie pomocy instrukcyjno-metodycznej oraz organizowanie szkoleń,
- prowadzenie wypożyczalni międzybibliotecznej,
- prowadzenie badań nad czytelnictwem,
- współdziałanie z samorządem lokalnym i z innymi bibliotekami w kraju, w celu zaspakajania potrzeb czytelniczych, oświatowych, kulturalnych i informacyjnych mieszkańców regionu.

Wojewódzka Biblioteka Publiczna w Kielcach poza podstawowymi funkcjami prowadzi szeroką działalność kulturalną:
- organizuje spotkania autorskie, konferencje, seminaria, wystawy,
- promuje książki,
- organizuje tematyczne lekcje biblioteczne dla uczniów szkół podstawowych, średnich i studentów.
- prowadzi działalność wydawniczą, wydając czasopismo "Świętokrzyskie - Środowisko, Dziedzictwo Kulturowe, Edukacja Regionalna".[6]

## Zbiory
Biblioteka udostępnia:
- księgozbiór dydaktyczny naukowy i popularnonaukowy z różnych dziedzin wiedzy (od XIX w.)
- zbiory zabytkowe: rękopisy, stare druki, nuty, ekslibrisy, grafikę
- zbiory regionalne: książki, czasopisma, dokumenty życia społecznego od XIX w. dokumentujące przeszłość i teraźniejszość Regionu Świętokrzyskiego
- literaturę piękną dla dzieci, młodzieży i dorosłych (w tym w jęz. obcych),
- wydawnictwa multimedialne (muzyka, filmy, gry komputerowe),
- gry planszowe dla czytelników w różnym wieku
- audiobooki, książki cyfrowe na Czytaka, nagrania tekstów na kasetach magnetofonowych (tzw. „książki mówione”)
- prenumerowane czasopisma w Czytelni Ogólnej i Czytelni Regionalnej
- prenumerowane czasopisma w Medi@tece
- publikacje zdigitalizowane, dostępne w Świętokrzyskiej Bibliotece Cyfrowej

Biblioteka zapewnia bezpłatny dostęp do baz własnych i obcych, w tym:
- ACEDEMICA
- eLibraryUSA
- LEX
- IBUKI (publikacje elektroniczne)